# Reiko Aylesworth
Reiko M. Aylesworth (Chicago, 9 de dezembro de 1972) é uma atriz norte-americana, mais conhecida por seu papel na série de televisão 24 como Michelle Dessler.

## Filmografia
| Ano  | Titulo                       | Papel              |
| ---- | ---------------------------- | ------------------ |
| 1996 | Childhood's End              | Laurie Cannon      |
| 1998 | You've Got Mail              | Thanksgiving Guest |
| 1999 | Random Hearts                | Mary Claire Clark  |
| 1999 | Man on the Moon              | Mimi               |
| 2000 | No Deposit, No Return        | Sue                |
| 2005 | Shooting Vegetarians         | Daisy              |
| 2005 | Crazylove                    | Letty Mayer        |
| 2007 | The Killing Floor            | Audrey Levine      |
| 2007 | Mr. Brooks                   | Sheila             |
| 2007 | Aliens vs. Predator: Requiem | Kelly O'Brien      |
| 2008 | The Understudy               | Chief Kinsky       |
| 2008 | The Assistants               | Cassie Levine      |
| 2012 | Buzzkill                     | Sara               |
| 2012 | Bad Parents                  | Laurie             |
| 2017 | Oh Lucy!                     | Kei                |

| Ano       | Titulo                            | `Papel               |
| --------- | --------------------------------- | -------------------- |
| 1993–1994 | One Life to Live                  | Rebecca Lewis        |
| 1996      | Lifestories: Families in Crisis   | Rita                 |
| 1997      | Law & Order                       | Tiffany Sherman      |
| 1998      | A Will of Their Own               | Annie Jermaine       |
| 1999      | Now and Again                     | Dr. Taylor           |
| 2000      | Sherman's March'                  | Becca Coltrane       |
| 2000      | The West Wing                     | Janine               |
| 2000      | Law & Order: Special Victims Unit | A.D.A. Erica Alden   |
| 2001      | All Souls                         | Dr. Philomena Cullen |
| 2002      | Ed                                | Kate Harrison        |
| 2002      | The American Embassy              | Liz Shoop            |
| 2002–2006 | 24                                | Michelle Dessler     |
| 2003      | The Dead Zone                     | Natalie Connor       |
| 2004      | CSI: Crime Scene Investigation    | Chandra Moore        |
| 2005      | Fathers and Sons                  | Business Woman       |
| 2006      | 3 lbs                             | Dr. Adrienne Holland |
| 2006      | Magma: Volcanic Disaster          | Natalie Sheppard     |
| 2006      | 24: The Game                      | Michelle Dessler     |
| 2006      | Conviction                        | Julie Phelps         |
| 2007      | The Knights of Prosperity         | Simone Cashwell      |
| 2007      | ER                                | Julia Dupree         |
| 2009      | Lost                              | Amy Goodspeed        |
| 2009      | The Forgotten                     | Linda Manning        |
| 2009–2010 | Stargate Universe                 | Sharon               |
| 2010      | Damages                           | Rachel Tobin         |
| 2010      | The Good Wife                     | Nora Vashley         |
| 2011–2014 | Hawaii Five-0                     | Dr. Malia Waincroft  |
| 2011      | Lights Out                        | Jennifer             |
| 2012      | Elementary                        | Miranda Molinari     |
| 2012      | Person of Interest                | Agent Vickers        |
| 2013      | King & Maxwell                    | Liz Allen            |
| 2013      | Drop Dead Diva                    | June Fraizer         |
| 2014      | Revolution                        | Marion Kelly         |
| 2016      | NCIS                              | Mrs. Marshall        |
| 2016–2017 | Scorpion                          | Allie Jones          |
| 2017      | SEAL Team                         | Dr. Julie Kruger     |
| 2018      | The Good Doctor                   | Sam DeLeon           |

## Teatro
| Ano     | Teatro                                                | Local                           | Peça                                                  | Papel                |
| ------- | ----------------------------------------------------- | ------------------------------- | ----------------------------------------------------- | -------------------- |
| 1992–93 | Intiman Theatre Company                               | Seattle                         | Peter Pan                                             | Wendy                |
| 1996    | Philadelphia Festival Theater George Street Playhouse | PhiladelphiaNew Brunswick, N.J. | Cheap Sentiment                                       | Meg Van Dyke         |
| 1996    | Primary Stages Theater                                | New York City                   | Missing / Kissing: Missing Marisa / Kissing Christine | "Kissing"            |
| 1997    | American Place Theatre                                | New York City                   | Robbers                                               | Lucinda              |
| 2002    | McCarter Theatre Center                               | Princeton, N.J.                 | Humpty Dumpty                                         | Spoon                |
| 2005    | Williamstown Theatre Festival                         | Williamstown, Mass.             | Top Girls                                             | Lady Nijo/Win        |
| 2017    | Antaeus Theatre                                       | Los Angeles                     | Les Liaison Dangereuses                               | Marquesa de Merteuil |
| 2019    | The Geffen Playhouse                                  | Los Angeles                     | Black Super Hero Magic Mamma                          | Connie/Lady Vulture  |